# Görkem Sağlam
Görkem Sağlam (* 11. April 1998 in Gelsenkirchen) ist ein deutsch-türkischer Fußballspieler. Der offensive Mittelfeldspieler steht in der Türkei bei Hatayspor unter Vertrag und ist ehemaliger Junioren-Nationalspieler.

## Karriere

### Vereine
Sağlam wechselte im Jahr 2006 von der SG Wattenscheid 09 in die Jugendabteilung des VfL Bochum. Dort rückte er zur Saison 2015/16 in den Profikader auf. Am 2. April 2016 stand er für das Ligaspiel bei RB Leipzig erstmals im Kader der ersten Mannschaft, kam jedoch nicht zum Einsatz. Sein Debüt in der 2. Bundesliga gab er am 15. Mai 2016 beim 4:2-Auswärtssieg gegen den 1. FC Heidenheim, nachdem er in der 73. Minute für Timo Perthel eingewechselt worden war. Am 28. April 2017 erzielte er beim 4:2-Heimsieg gegen Dynamo Dresden sein erstes Pflichtspieltor im Profifußball.
Insgesamt lief der Mittelfeldspieler in 30 Pflichtspielen für den VfL auf, in denen er je zwei Tore und Assists beisteuern konnte. Ohne einen Einsatz in der Saison 2019/20 wechselte er innerhalb des Wintertransferfensters in die niederländische Eredivisie zu Willem II Tilburg, wo er einen bis Juni 2022 gültigen Vertrag erhielt. Dort spielte er bis zum Ende der Spielzeit dreimal, kam jedoch auch öfters für die zweite Mannschaft zum Einsatz. In der Spielzeit 2020/21 konnte er sich in die erste Mannschaft spielen und kam auf zwei Tore und zwei Vorlagen in 21 Ligaspielen. 2021/22 absolvierte er 22 Partien in der Eredivisie und traf dabei einmal.
Zur Saison 2022/23 wechselte er in die Türkei zum Erstligisten Giresunspor. Dort spielte er sich direkt fest und absolvierte nach seiner Ankunft 29 von 31 möglichen Ligaspiele, wobei er einmal traf.
Daraufhin wechselte er nach nur einem Jahr innerhalb der Süper Lig zu Hatayspor. Hier spielte er 2023/24 31 Mal, wobei er zwei Tore schoss und vier Treffer auflegte.

### Nationalmannschaft
Sağlam absolvierte zwischen 2012 und 2013 zehn Spiele für die deutsche U15- und U16-Auswahl. Am 19. August 2014 debütierte er bei der 0:3-Niederlage gegen die Schweiz in der U17-Nationalmannschaft. Mit dem Team spielte er im Mai 2015 bei der U17-Europameisterschaft in Bulgarien. Er kam im Turnier viermal zum Einsatz, auch im Finale, das mit 1:4 gegen Frankreich verloren wurde, und erzielte im Gruppenspiel gegen Tschechien das Tor zum 4:0-Endstand. Fünf Monate später nahm er mit der Mannschaft an der U17-Weltmeisterschaft in Chile teil und erreichte mit ihr das Achtelfinale. Sağlam kam dabei dreimal zum Einsatz. Insgesamt brachte er es auf 17 Einsätze und vier Tore für die U17-Auswahl.
Im März und April 2016 spielte Sağlam dreimal für die U18-Nationalmannschaft. Mit der U19-Auswahl nahm er im Juli 2017 an der U19-Europameisterschaft in Georgien teil und kam in allen drei Spielen seiner Mannschaft zum Einsatz. Am 4. September 2017 debütierte Sağlam beim 2:2 gegen Tschechien in der U20.

## Sonstiges
Sağlam spielt im Dramedy-Film Sommerfest von Sönke Wortmann, welcher nach Buchvorlage des Bochumer Autors Frank Goosen im Jahre 2017 verfilmt wurde, eine kleine Rolle.

## Erfolge
Nationalmannschaft
- Vize-U17-Europameister: 2015[6]